# Музей соли (Цзыгун)
Музей соли — музей в китайском городском округе Цзыгун (провинция Сычуань), открытый 13 января 1988 года.

## История
История соледобычи в Цзыгун начинается во времена династии Хань, когда производители, занимавшиеся соляным бизнесом, могли похвастаться накоплениями, сравнимыми по объёму с государственной казной. Для того чтобы ограничить возможности таких богачей, император У-ди национализировал соляную отрасль в 117 году до н. э., позволив при этом многим бывшим промышленникам стать официальными административными управленцами государственных монополий. Во времена Восточной Хань центральное правительство отменило государственные монополии, отдав их военачальникам и местной администрации, а также частным предпринимателям. Низкие налоги в провинции Сычуань привлекли в соледобычу крупные частные инвестиции. Добыча и торговля солью приносила огромные прибыли. Только в одном Цзыгун находились штаб-квартиры пяти крупных торговых гильдий. В здании, когда-то принадлежавшем гильдии Шэньси, и открылся Музей соли.

## Экспозиция
Музей расположен в здании, построенном архитектором Ян Сюэ в 1736 году, и представляет собой несколько взаимосвязанных строений, исполненных в традиционном китайском стиле. Здание музея признано памятником истории и культуры Китая.
Экспонатами музея являются более 400 различных инструментов, механизмов и машин для добычи соли. Это кирки, долота, свёрла для проведения каротажных работ, отяжелели, приспособления для бурения. В собрании музея находится большое количество уникальных исторических документов (договоры аренды и купли-продажи, бухгалтерские книги). Особую ценность представляет Книга Ян-Ку (岩口簿). Это самая ранняя энциклопедия о разработке подземных ресурсов в истории человечества. В ней описывается технология добычи соли, применяемые инструменты и машины, меры безопасности при нахождении в шахтах, способы устранения аварий.